# Apatania auricula
Apatania auricula – gatunek owada z rzędu chruścików i rodziny Apataniidae.
Gatunek rozróżnialny po budowie okolicy genitalnej. Samice mają płytkę supragenitalną tępą i krótszą niż u A. zonella, a dziewiąty segment odwłoka grubszy niż u A. dalecarlica, w widoku bocznym opadający, krótszy i bardziej stępiony niż u A. zonella; jego płaty wierzchołkowe są praktycznie niewidoczne od spodu, a płaty nasadowo-boczne dobrze rozwinięte. Genitalia samca cechują zewnętrzne gałązki na całej długości cienkie i nie krótsze od gałązek dolnych, a guzki brzuszne słabo widoczne.
Larwy budują rurkowate domki z piasku.
Gatunek występuje w północnej części Europy, larwy spotykane w jeziorach. Limnebiont, charakterystyczny dla jezior o niskiej trofii i psammolitoralu. W Polsce imagines złowiono nad jez. Śniardwy, a jedną larwę na dnie piaszczystym w jez. Śniardwy. W jeziorach Finlandii gatunek ten występuje stosunkowo pospolicie lecz lokalnie, w jeziorach Łotwy występuje rzadko, imagines łowiono najczęściej nad słaboeutroficznymi, rzadziej mezotroficznymi jeziorami. Zaobserwowano też występowanie larw oraz imagines w jeziorach Niemiec.